# Uldzsiro 4-ka állomás
Uldzsiro 4-ka (Euljiro 4-ga) állomás metróállomás a szöuli metró 2-es és 5-ös vonalán.

## Viszonylatok
| 2-es vonal                                                | 2-es vonal | 2-es vonal                                                                                                  |
| --------------------------------------------------------- | ---------- | --- |
| Uldzsiro 3-ka (Euljiro 3-ga) (külső oldal) Városháza felé | fő vonal   | Tongdemun (Dongdaemun) történelmi és kulturális park (belső oldal) Cshungdzsongno (Chungjeongno) felé       |
| 5-ös vonal                                                |            | |
| Csongno 3-ka (Jongno 3-ga) Panghva (Banghwa) felé         | fő vonal   | Tongdemun (Dongdaemun) történelmi és kulturális park Szangil-tong (Sangil-dong) vagy Macshon (Macheon) felé |